# Cazaci, Dâmbovița
Cazaci este un sat în comuna Nucet din județul Dâmbovița, Muntenia, România.